# Р-855
Р-855 «Комар» — советская авиационная аварийная поисковая УКВ-радиостанция с надувной антенной; входила в комплект спасательного жилета лётчика ВВС СССР и использовалась для связи с самолётными и вертолётными радиостанциями в экстренных ситуациях.

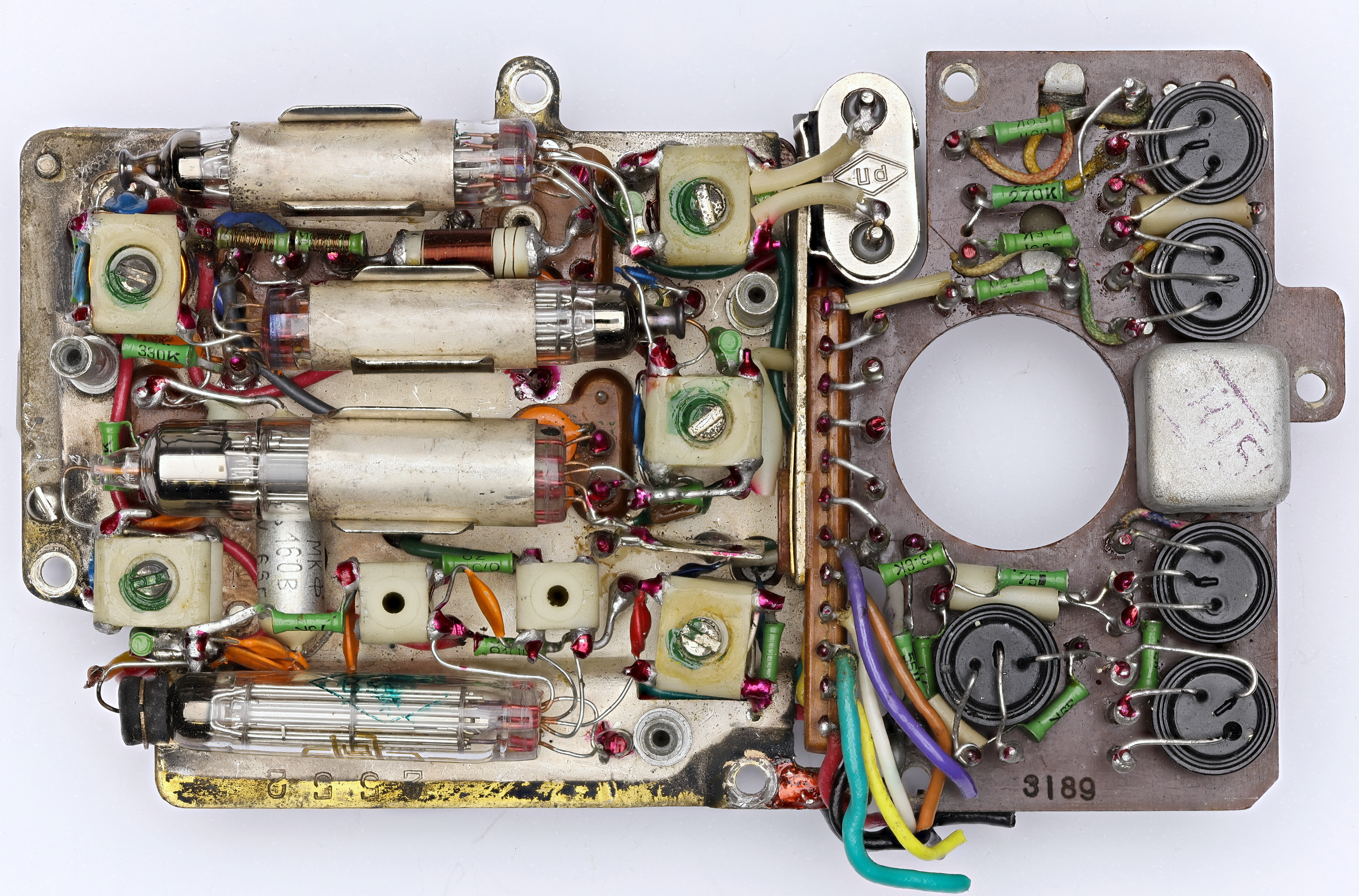
Печатная плата радиостанции Р-855У (неполная). Модель 1966 года

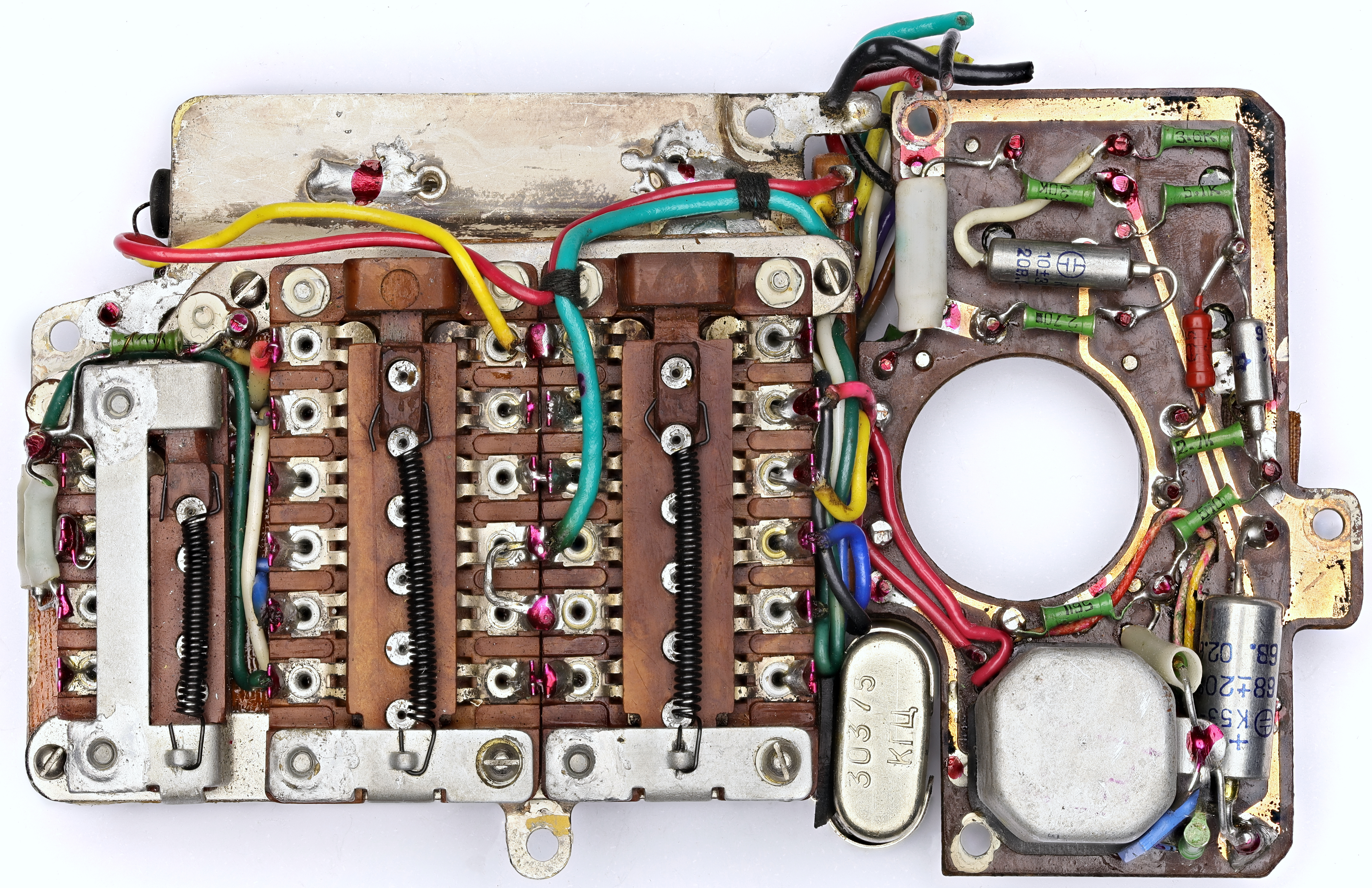
Печатная плата радиостанции Р-855У с установленными на ней электронными компонентами. Сторона напротив. Модель 1966 года

## Описание
Р-855 была разработана в 1959 году и предназначалась для обеспечения беспоисковой и бесподстроечной двусторонней радиосвязи в экстремальных условиях: для связи с самолётными и вертолётными радиостанциями, для связи между парашютистами и землёй, в аварийных и поисковых ситуациях. В частности, одна такая радиостанция была на борту корабля Восток-1, на котором совершил свой полёт Ю.А.Гагарин. Радиостанция имела несколько вариантов комплектации A, B и C, к ней подключался шлемофон.
Р-855 классифицируется как симплексная, переносная, малогабаритная радиостанция. Выполнена в герметичном корпусе, работает со внутренним микрофоном или шлемофоном. Доступны два режима — «Связь» (приём и передача) и «Маяк» (передача сигнала SOS). Переключение режимов передачи и приёма осуществляется нажатием одной кнопки: нажатие включает передачу, отжатие — приём. Работа радиостанции в условиях пониженных температур осуществляется, если сама батарея содержится под одеждой (при положительной температуре).
Оригинальные модели вплоть до Р-855У собирались на стержневых лампах типа 1Ж29Б, дальнейшие модификации (начиная с Р-855УМ и Р-855-2М) собирались на транзисторах. Электропитание осуществляется от внутреннего аккумулятора или от сухих солевых батарей (ртутно-цинковая батарея «Прибой-2С»).

## Характеристики

### Физические
- Размеры приёмопередатчика: 130 х 68 х 32 мм[5][3]
- Размеры блока питания: 74 х 79 х 39 мм[5]
- Масса: от 0,7 до 1 кг[5][3]
- Интервал рабочих температур: от -50 до +60°C[3][6]
- Относительная влажность — 98% (при температуре до +40°С)[2]
- Водонепроницаемость: сохраняется на глубине не более 1 м, время не более 1 ч[2][6]
- Устойчивость к циклическим изменениям температуры, к воздействию инея и росы, к вибрациям, ударам и сбрасыванию[2]
- Время непрерывной работы в нормальных условиях:
  - Режим «Маяк» — от 20-24 до 48 ч[5][3][6]
  - Режим «Связь» телефоном — от 55 до 60 ч (соотношение передачи и приёма 1:3)[3][6]
- Напряжение питания — 8,5 В[3]

### Технические
- Доступные рабочие частоты: 121,5 МГц (международная сигнала бедствия), 243 МГц (военная), 406,037 (учебная для спасателей)[3]
- Мощность передатчика:
  - Режим «Связь» — 0,1 Вт[5]
  - Режим «Маяк» — 0,5 Вт[5]
- Чувствительность: от 5 до 10 мкВ[2][5]
- Вид излучения: радиотелефон, радиомаяк с прерывистой тональной модуляцией[2]
- Дальность связи с однотипными радиостанциями:
  - На суше — до 800 м[6]
  - На море — до 3 км[6]
- Дальность связи с радиостанциями Р-832М, Р-862 и т.д. на высоте:
  - Высота до 1 км — до 25—35 км[6]
  - Высота до 3 км — до 50—55 км[6]
  - Высота до 10 км — до 300 км[2]